# Presian, Tărgoviște
Presian (în bulgară Пресиян) este un sat în comuna Tărgoviște, regiunea Tărgoviște,  Bulgaria. 

## Demografie
Componența etnică a satului Presian
     Turci (61,5%)
     Bulgari (21%)
     Romi (17,5%)
     Nicio identificare (0%)
La recensământul din 2011, populația satului Presian era de 200 locuitori. Din punct de vedere etnic, majoritatea locuitorilor (61,5%) erau turci, existând și minorități de bulgari (21%) și romi (17,5%). Pentru 0% din locuitori nu este cunoscută apartenența etnică.